# 泰山显灵宫
泰山显灵宫，位于山东省泰安市肥城市石横镇石横四村，是中华人民共和国山东省文物保护单位之一。
2006年12月7日，授予山东省文物保护单位，是一座古建筑。